# The Pickle
Pour plus de détails, voir Fiche technique et Distribution.
The Pickle est un film américain réalisé par Paul Mazursky et sorti en 1993. C'est une satire des films à gros budget d'Hollywood.

## Synopsis
Un réalisateur américain de New York, ayant vécu à Paris durant les dix dernières années, a encore quelques admirateurs bien que ses trois derniers films soient des échecs commerciaux. Il retourne à New York pour tourner un film de science-fiction avec un scénario bizarre, The Pickle, qu'il accepte de tourner pour des raisons financières. C'est l'histoire d'un groupe de jeunes fermiers du Kansas, qui ont fait pousser un légume tellement gros qu'il devient un vaisseau spatial, à bord duquel ils vont visiter une planète nommée « Cleveland ».

## Fiche technique
- Titre : The Pickle
- Réalisation : Paul Mazursky
- Scénario : Paul Mazursky
- Production : Patrick McCormick, Paul Mazursky
- Musique : Michel Legrand
- Image : Fred Murphy
- Société de production : Columbia Pictures
- Pays de production :  États-Unis
- Genre : comédie
- Durée : 103 minutes
- Date de sortie :
  - États-Unis : 30 avril 1993

## Distribution
- Danny Aiello : Harry Stone
- Dyan Cannon : Ellen Stone
- Clotilde Courau : Françoise
- Shelley Winters : Yetta
- Barry Miller : Ronnie Liebowitz
- Jerry Stiller : Phil Hirsch
- Chris Penn : Gregory Stone
- Little Richard : Président
- Jodi Long : Yakimoto Yakimura
- Rebecca Miller : Carrie
- Stephen Tobolowsky : Mike Krakower
- Caroline Aaron : Nancy Osborne
- Rita Karin : grand-mère
- Linda Carlson : Bernadette
- Kimiko Gelman : Patti Wong
- Ally Sheedy : Molly-Girl / Ally Sheedy
- J. D. Daniels : Young Harry
- Spalding Gray : docteur
- Elya Baskin : Russian Cab Driver
- Michael Greene : Mission Control Farmer
- Robert Cicchini : Electronics Store Clerk
- John Rothman : chauffeur
- Cástulo Guerra : Jose Martinez
- Caris Corfman : Young Yetta
- Arthur Taxier : Father
- Sol Frieder : grand-père
- Paul Mazursky : Butch Levine
- Michael Shulman : Young Butch
- Brandon Danziger : Pinnie
- Louis Falk : Irwin
- Geoffrey Blake : Clem
- Twink Caplan : la femme qui pleure
- Ben Diskin
- Brent Hinkley
- Eric Edwards
- Isabella Rossellini